# Cerimonie (raccolta di racconti)
Cerimonie è una raccolta di racconti del 2002 scritti da Michele Serra, per il quale l'autore ha vinto il Premio Procida-Isola di Arturo-Elsa Morante.

## Racconti
- Ci prende un gran rimescolo, certe volte, e non sappiamo a chi andare a dirlo
- Che l'ultima mancia sia elargita all'ultimo cameriere
- Siamo della Bad Company, e come tutti ci stiamo provando
- Il caffè lo andiamo a bere dal signor Ludden
- Appoggiavo il cappotto sopra un mucchio di altri cappotti
- La questione, tra me e Gualtiero, è antica
- Il partito del flessibile e quello dello smeriglio
- L'assassinio è la cerimonia suprema, gente!
- Chissà quando avrebbe bramito, il bramitore
- Dice che è il dramma dell'identità
- Certi piccoli templi dell'infanzia
- Gong tra i bambù, cornamuse tra i pietroni, arpe nella brughiera

## Edizioni
- Michele Serra, Cerimonie, Feltrinelli, 2002, ISBN 88-07-01614-1.